# 미나토마치 리버 플레이스

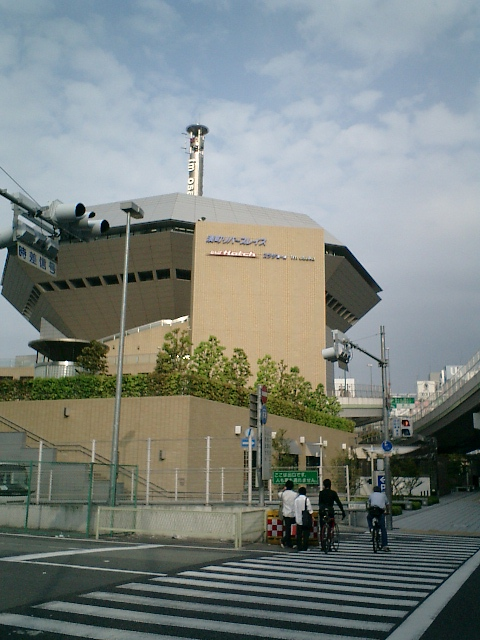
미나토마치 리버 플레이스

미나토마치 리버 플레이스(일본어: 湊町リバープレイス)는 일본 오사카시 나니와구 미나토 정 1쵸메에 있는 복합 다목적 이벤트 공간이다. 2009년 9월 9일, FM 오사카 방송의 "BUZZ ROCK"에 의한 라이브 이벤트 'BUZZ MANIAX "에서 Alice Nine · MUCC · 9GOATS BLACK OUT의 3밴드가 콘서트를 가졌다.